# Peter M. Kappeler
Peter M. Kappeler (* 28. Juli 1959 in Riedlingen) ist ein deutscher Biologe, Anthropologe, Autor, Herausgeber und Professor für Soziobiologie/Anthropologie an der Georg-August-Universität Göttingen.

## Leben
Nach dem Abitur am Otto-Hahn Gymnasium in Tuttlingen (1979) studierte Kappeler von 1981 bis 1987 Biologie an der Eberhard-Karls Universität Tübingen und an der Duke University. Er promovierte an der Duke University 1992 in Zoologie und Psychologie über die weibliche Dominanz bei Lemuren. Ab 1993 arbeitete er als wissenschaftlicher Mitarbeiter am Deutschen Primatenzentrum in Göttingen und habilitierte sich 1998 in Zoologie an der Julius-Maximilians Universität Würzburg.
2003 hatte Kappeler eine Professur für Verhaltensökologie an der Universität Leipzig inne, bevor er nach einer gemeinsamen Berufung die Leitung der Abteilung Soziobiologie/Anthropologie der Georg-August-Universität Göttingen sowie der Abteilung Verhaltensökologie & Soziobiologie am Deutschen Primatenzentrum übernahm. Seit 1993 lehrt er auch als Gastdozent an der Universität Antananarivo (Madagaskar).

## Wirken (Auswahl)
Kappeler forscht seit 1993 an der Feldstation des Deutschen Primatenzentrum im Forêt de Kirindy in West-Madagaskar. Schwerpunkte seiner Forschung umfassen die Evolution von Sozialsystemen bei Primaten und Raubtieren, Mechanismen und Konsequenzen der sexuellen Selektion sowie die Beziehungen zwischen Sozialität, Kognition, Gesundheit und Fitness. Weitere Arbeiten beschäftigen sich mit den Sozialsystemen und Life Histories von madagassischen Reptilien und Vögeln.
Kappeler war gewähltes Mitglied des Fachkollegiums „Zoologie“ der Deutschen Forschungsgemeinschaft (2008–2016), Mitglied der IUCN/Species Survival Commission/Primate Specialist Group (seit 2005) sowie Mitglied des wissenschaftlichen Beirats der Nacey Maggioncalda Foundation (seit 2013). Er war Vorsitzender der Gesellschaft für Primatologie e. V. (2002–2005), der European Federation for Primatology (2002–2005) und der Ethologischen Gesellschaft e. V. (2013–2016) sowie Chairman des Committee of European Societies for Behavioural Biology (2015–2019) und European Secretary der Association for the Study of Animal Behaviour (2015–2019).
Er hat zahlreiche wissenschaftliche Bücher herausgegeben und ein Lehrbuch über Verhaltensbiologie verfasst, das 2022 auch auf Englisch erschienen ist. Kappeler war an der Erstbeschreibung mehrerer Primatenarten beteiligt, u. a. von Mirza zaza, Microcebus lehilahytsara, Microcebus tanosi und Microcebus marohita. Von 1997 bis 2017 organisierte er die Göttinger Freilandtage, deren Proceedings in mehreren Büchern und Sonderbänden veröffentlicht wurden (z. B. Kappeler 2000, Kappeler & Pereira 2003, Kappeler & van Schaik 2004, 2005, Kappeler & Silk 2010, Kappeler & Watts 2012).

## Auszeichnungen
- Top 2 % der weltweit am häufigsten zitierten Wissenschaftler (Ioannidis 2023)
- Fellow am Wissenschaftskolleg zu Berlin (2016/17)
- Dissertation Award der Harry Frank Guggenheim Foundation New York (1990)

## Schriften
- P. M. Kappeler, S. Benhaiem, C. Fichtel, L. Fromhage, O.P. Höner, M.D. Jennions, S. Kaiser, O. Krüger, J.M. Schneider, C. Tuni, J. van Schaik, W. Goymann (2023) Sex roles and sex ratios in animals. Biological Reviews 98:462-480.
- C. Fichtel, J. Henke-von der Malsburg, P. M. Kappeler PM (2023). Cognitive performance is linked to fitness in a wild primate. Science Advances 9:eadf9365
- A. Ozgul, M. Paniw, C. Fichtel, P. M. Kappeler (2023). Destabilizing effect of climate change on the persistence of a short-lived primate. Proceedings of the National Academy of Sciences USA 120: e2214244120
- P. M. Kappeler: Verhaltensbiologie. 5. Auflage. Springer, Heidelberg 2020, ISBN 978-3-662-60545-5.
- P. M. Kappeler (2019). A framework for studying social complexity. Behavioral Ecology and Sociobiology 73:13
- P. M. Kappeler, L. Pozzi (2019). Evolutionary transitions towards pair living in non-human primates as stepping stones towards more complex societies. Science Advances 5:eaay1276
- P. M. Kappeler, D. P. Watts (2012). Long-Term Field Studies of Primates. Springer, Heidelberg.
- P. M. Kappeler, J. B. Silk (2010) Mind the Gap: Tracing the Origins of Human Universals. Springer, Heidelberg.
- P. M. Kappeler, C. P. van Schaik CP (2005). Cooperation in Primates and Humans. Springer, Heidelberg.
- P. M. Kappeler, C. P. van Schaik (2004). Sexual Selection in Primates: New and Comparative Perspectives. Cambridge University Press.
- P. M. Kappeler, M. E. Pereira ME (2003). Primate Life History and Socioecology. University of Chicago Press.
- P. M. Kappeler, Carel van Schaik: Evolution of primate social systems. In: International Journal of Primatology. 23, 2002, S. 707–740.
- P. M. Kappeler (2000). Primate Males: Causes and Consequences of Variation in Group Composition. Cambridge University Press, Cambridge.